# 4-methylpyridin
4-Methylpyridin (také nazývaný 4-pikolin nebo γ-pikolin) je organická sloučenina, jeden z pikolinů. Tato látka je také obsažena v dalších heterocyklických sloučeninách. Jeho konjugovaná kyselina, 4-methylpyridiniový kationt, má pKb 5,98; asi o 0,7 vyšší než samotný pyridin.

## Výroba a použití
4-Methylpyridin se získává z černouhelného dehtu a také se syntetizuje průmyslově reakcí acetaldehydu s amoniakem za přítomnosti oxidového katalyzátoru. Při reakci vzniká rovněž 2-methylpyridin. 4-Methylpyridin je prekurzorem dalších důležitých látek. Ammoxidací 4-methylpyridinu vzniká 4-kyanopyridin, prekurzor řady dalších derivátů, například isoniazidu, léčiva proti tuberkulóze.